# Polana bitubera
Polana bitubera är en insektsart som beskrevs av Delong och Foster 1982. Polana bitubera ingår i släktet Polana och familjen dvärgstritar. Inga underarter finns listade i Catalogue of Life.